# Пилот (Родина)
«Пилот» (англ. «Pilot») — первый эпизод психологического триллера «Родина». Премьера состоялась на канале Showtime 2 октября 2011 года.
Эпизод строится вокруг сержанта морской пехоты США Николаса Броуди (Дэмиэн Льюис). Солдат возвращается домой после восьмилетнего плена в Афганистане. Несмотря на то, что Броуди чествуют как героя, офицер ЦРУ Кэрри Мэтисон (Клэр Дэйнс) считает, что он был перевербован «Аль-Каидой».
«Пилот» получил широкую похвалу от критиков и стал самой высокорейтинговой драматической премьерой на Showtime с 2003 года.

## Сюжет
Во флэшбеке, Кэрри Мэтисон (Клэр Дэйнс) появляется в Ираке, где она работает сотрудником ЦРУ. Она даёт взятку, чтобы пройти в тюрьму, где держат одного из её информаторов — создателя бомб, которого в скором времени казнят. Когда охранники засекают Кэрри и уводят ее, информатор что-то шепчет ей на ухо.
Настоящее время, Кэрри с опозданием прибывает  на собрание в антитеррористический центр ЦРУ, куда она распределена после случая в иракской тюрьме. Директор по борьбе с терроризмом Дэвид Эстес (Дэвид Хэрвуд) объявляет, что во время рейда на лагерь Аль-Каиды был спасён находившийся в плену сержант морской пехоты Николас Броуди (Дэмиэн Льюис), которого все считали погибшим. Кэрри позже поведает своему коллеге и наставнику, Солу Беренсону (Мэнди Патинкин), что ей сказал её информатор в последний момент: «Американский военнопленный сменил хозяина». Она приходит к выводу, что этот военнопленный и есть Броуди. Сол категорически отвергает возможность того, чтобы ЦРУ проводило какое-либо расследование в отношение Броуди, который теперь всеми любимый герой войны.
Джессика Броуди (Морена Баккарин), жена Николаса, занимается сексом с Майком Фабером (Диего Клаттенхофф). Позже выясняется, что Майк лучший друг Ника, морпех, с которым служил Броуди до того, как был захвачен в плен. Джессика потрясена раздавшимся телефонным звонком от Броуди, объявляющего о своем возвращении, и она отправляется в аэропорт со своими детьми, 16-летней Даной (Морган Сэйлор) и 12-летним Крисом (Джексон Пейс), чтобы встретить его. В то время как Броуди возвращается домой, Кэрри готовит несанкционированную (и незаконную) операцию по наблюдению и слежке за ним. Она вербует своего друга Вёрджила, независимого подрядчика, для установки скрытых камер и микрофонов по всему дому Броуди, за которым она сможет следить из своего дома. Они успешно  устанавливают скрытые камеры и микрофоны, прежде чем Броуди возвращается домой. Кэрри начинает наблюдать за каждым движением Броуди.
На следующий день, Броуди является на дебрифинг в ЦРУ, где присутствуют Кэрри, Дэвид и другие сотрудники ЦРУ. Броуди расспрашивают о том, что с ним происходило, когда он был пленником Аль-Каиды. Кэрри спрашивает его, имел ли он когда-либо любой контакт с Абу Назиром, лидером Аль-Каиды. Он говорит нет, но мы понимаем, что он лжёт, ведь в воспоминаниях память показывает самого Броуди с Абу Назиром. Кэрри скептична и неоднократно расспрашивает его снова и снова, прежде чем Дэвид останавливает ее.
Позже, Броуди идёт с кем-то на встречу в парке. Полагая, что он может встречается со связным Аль-Каиды, Кэрри, Вёрджил и Макс (брат Вёрджила) следуют за ним. Но оказывается, что Броуди встречается с Хелен Уокер (Афтон Уильямсон), женой Тома Уокера, тоже морпеха, который восемь лет назад попал в плен вместе с Броуди. Уокер также считается пропавшим без вести, и Броуди рассказывает Хелен, что её муж, находясь в плену был забит до смерти. Хелен спрашивает Броуди, был ли он рядом с Томом, когда он умер, и он говорит «нет». Но Броуди снова лжет,  так как его воспоминания показывают сцену избиения и мы видим, что Броуди находится рядом с Томом. Кэрри возвращается домой, где застает разъяренного Сола. Он обнаружил, что она организовала незаконную слежку и говорит Кэрри, что она должна доложить обо всем генералу-инспектору и чтобы «нашла адвоката, он ей понадобится». Кэрри, в отчаянии и резко разговаривает с Солом, который уходит от нее в гневе. Кэрри расстроена и на грани срыва, но в конце концов берёт себя в руки и идёт в бар. Кэрри знакомится в баре с мужчиной, во время разговора с ним наблюдает за музыкантами, играющими в баре, параллельно по телевидению идут новости о возвращении Броуди, и у неё вдруг появляется мысль о разоблачении Броуди. Она бросается к дому Сола и показывает ему различные новостные сюжеты с Броуди в этот день. Она демонстрирует Солу, что каждый раз, когда Броуди снимает камера, он двигает пальцами в какой-то последовательности. Кэрри предполагает, что это какое-то зашифрованное послание, возможно предназначенное для его связного или тайной ячейки. Сол соглашается, что это нуждается в дальнейших расследовании.
В финальной сцене, Броуди бежит трусцой через парк Вашингтона. Во время пробежки, мы видим его воспоминания с избиении Тома Уокера. На этот раз становится понятно, что на самом деле Броуди, по приказу Абу Назира, избивает Уокера до смерти. Во время пробежки Броуди останавливается и смотрит на здание Капитолия.

## Производство
Сценарий к эпизоду был написан исполнительными продюсерами Алексом Гансой, Гидеоном Раффом и Говардом Гордоном, в то время как исполнительный продюсер Майкл Куэста стал режиссёром.

## Реакция

### Рейтинги
Оригинальная трансляция пилотного эпизода 2 октября 2011 года в 10:00 собрала 1.08 миллиона зрителей, став самой высокорейтинговой драматической премьерой на Showtime за восемь лет (с момента выхода «Мёртвые, как я», где также играл Патинкин, с 1.11 миллионом зрителей). Эпизод получил в целом 2.78 миллионов зрителей с дополнительными трансляциями, по запросу и по онлайн-просмотрам.

### Рецензии
Пилотный эпизод получил всеобщее признание, получив рейтинг 91/100 на основе 28 отзывов на Metacritic. Хэнк Стёвер из Washington Post дал эпизоду A-, сказав, что «это заставляет „Родину“ возвыситься над другими, это звёздная работа Дэйнс в роли Кэрри» и что «вторая половина первого эпизода будоражит. Я подсел.» Мэттью Гилберт из The Boston Globe сказал, что это его любимый драматический пилот сезона, дав ему оценку A. Кен Такер из Entertainment Weekly дал эпизоду оценку A-, заявив: «Это самая интригующая, напряжённая головоломка осени.»

### Награды и номинации
Майкл Куэста получил номинацию на премию Гильдии режиссёров США за лучшую режиссуру драматического сериала, проиграв Пэтти Дженкинс за пилот «Убийства».
Эпизод получил номинации за лучшую режиссуру драматического сериала и лучший сценарий драматического сериала на церемонии вручения премии в 2012 году; Алекс Ганса, Говард Гордон и Гидеон Рафф выиграли премию за лучший сценарий драматического сериала.
Джордан Голдман и Дэвид Лэтэм выиграли премию «Эмми» за лучший монтаж драматического сериала за их работу над «Пилотом».
Эпизод выиграл премию Эдгара Аллана По за лучший телесценарий к эпизоду в 2012 году.